# Astronium
Astronium (sin. Myracrodruon M.Allemão) es un género de plantas con trece especies diferentes, perteneciente a la familia Anacardiaceae. Son árboles nativos de la selva tropical de Brasil, Surinam,  Colombia y Venezuela.

## Taxonomía
Anacardium  fue descrita por Nikolaus Joseph von Jacquin y publicado en Enumeratio Systematica Plantarum, quas in insulis Caribaeis 10. 1760. La especie tipo es: Astronium graveolens - Goncalo alves Jacq., 1760

## Especies seleccionadas
- Astronium balansae Engl., 1881
- Astronium candollei Engl., 1881
- Astronium concinnum.Schott ex Spreng., 1827
- Astronium fraxinifolium Goncalo alves Schott ex Spreng., 1827
- Astronium graveolens - Goncalo alves Jacq., 1760
- Astronium lecointei Ducke, 1922
- Astronium urundeuva (Allemão) Engl., 1881